# Миранте (Таранто)
Миранте (итал. Mirante) је насеље у Италији у округу Таранто, региону Апулија.
Према процени из 2011. у насељу је живело 22 становника. Насеље се налази на надморској висини од 6 м.